# 黄长溪
黄长溪（1929年1月—2007年7月25日），福建南安人，中华人民共和国政治人物，曾任全国工商联副主席，全国侨联副主席，中国民主建国会中央委员。
1998年3月，第九届全国人大第一次会议上，他当选为全国人民代表大会常务委员会委员。